# Paysage à Port-Villez
Paysage à Port-Villez est une peinture de l'artiste français fondateur de l'impressionnisme, Claude Monet, exécutée en 1883. Elle est conservée au musée Soumaya, au Mexique.

## Description de l'œuvre
Le paysage que propose Monet montre la Seine, vue de la rive droite, et de l'autre côté du fleuve la colline de Port-Villez, au-dessus de petites maisons en partie cachées derrière une des îles. La façon de concevoir les reflets sur l'eau de la Seine forme un des aspects les plus notables du tableau, très caractéristique d'autres œuvres de l'artiste, tout comme les vibrations de l'herbe au premier plan. Ces sont là des produits de la peinture en plein-air ou peinture sur le motif.
Les tons verts et les bleus dominent la palette du peintre, le paysage étant constitué principalement d'eau et de pâturages. Monet utilisera les mêmes couleurs dans d'autres peintures, en particulier lors de son séjour à Giverny. Au centre de la toile, le toit d'une maison rouge-orangé, dans la couleur complémentaire du bleu-vert, manifeste l'application de la loi du contraste simultané des couleurs, selon l'interprétation qu'en faisaient les impressionnistes.

## Les années à Giverny
En mai 1883, Monet et sa famille louent une maison à Giverny, qui possède un petit atelier dans lequel il travaille, des vergers et un jardin qui deviendra plus tard l'un des principaux passe-temps de l'artiste et la source de son inspiration. Il peint le Paysage à Port-Villez cette année-là depuis un lieu situé à moins de deux kilomètres au sud de sa maison ; il a exécuté plusieurs tableaux dans les environs.
La correspondance de Monet avec Paul Durand-Ruel en novembre de cette année mentionne cette peinture et six autres. La galerie de ce marchand en fait ainsi l'acquisition avant de l'exposer à Paris et à New York en 1911.

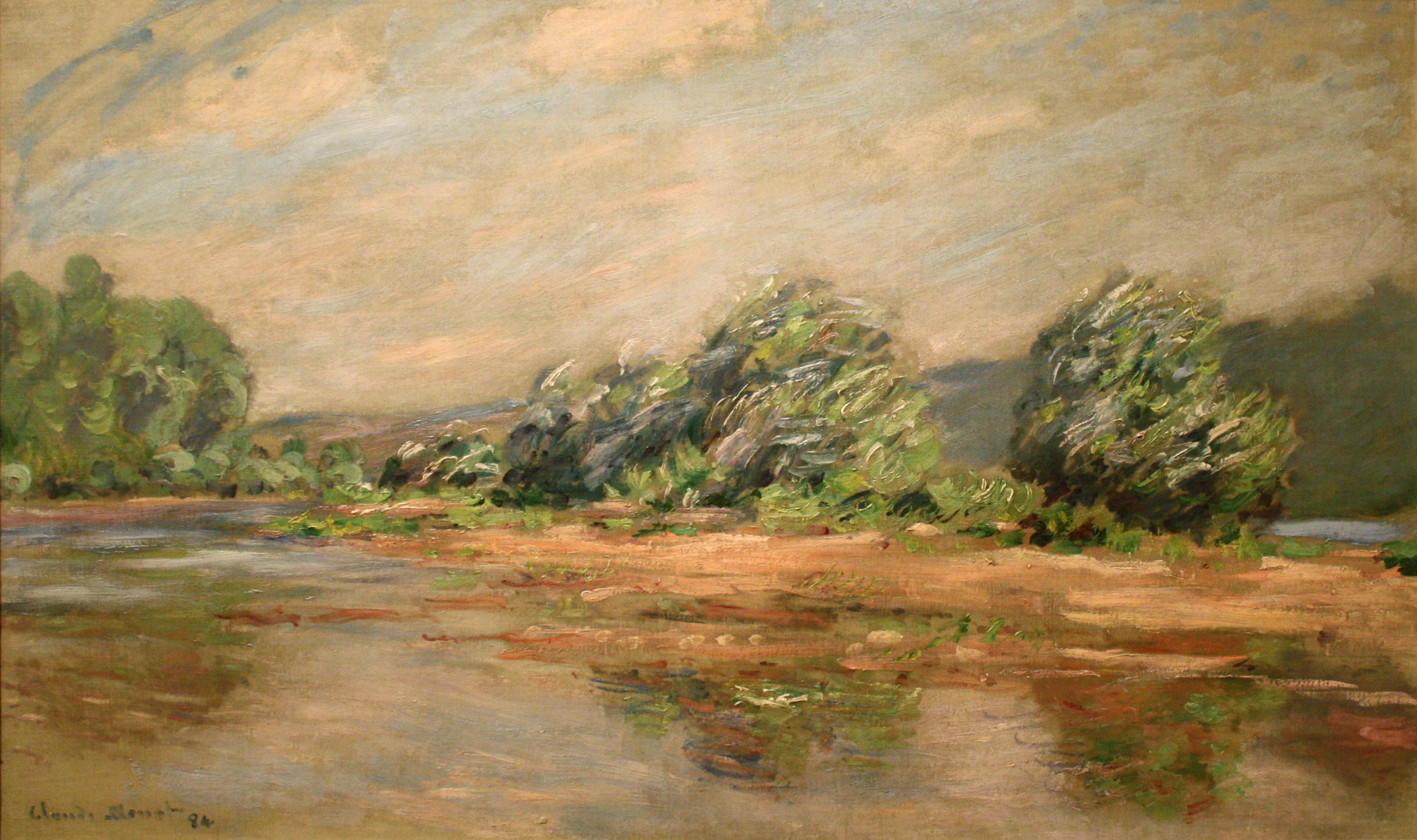
Seine à Port-Villez (1884)
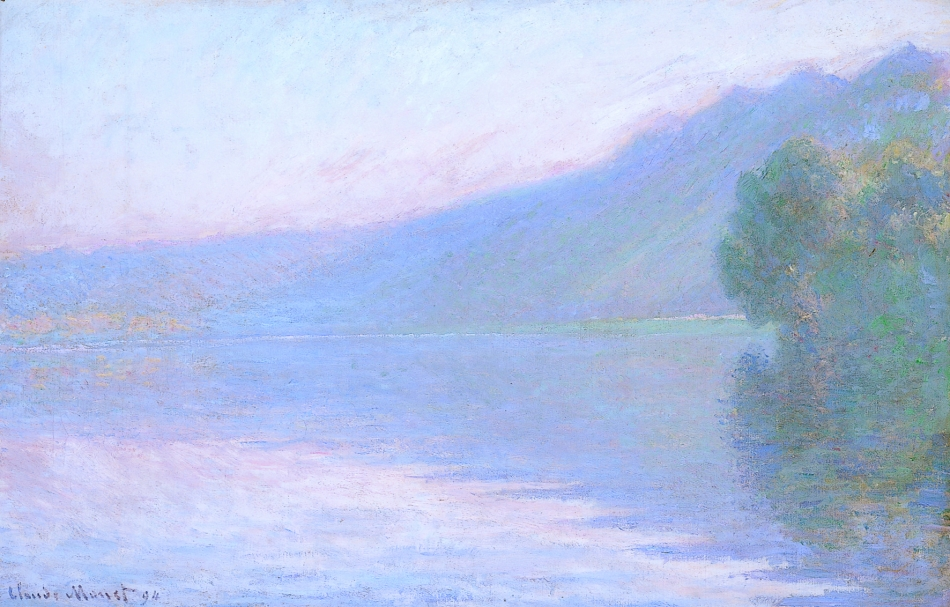
La Seine à Port-Villez (1894)